# Ruth Martin-Jones
Ruth Martin-Jones (in erster Ehe Howell, in zweiter Swinhoe; * 28. Januar 1947 in Criccieth) ist eine ehemalige britische Weitspringerin, Fünfkämpferin und Sprinterin.
1970 wurde sie für Wales startend bei den British Commonwealth Games in Edinburgh jeweils Sechste im Fünfkampf sowie der 4-mal-100-Meter-Staffel und Neunte im Weitsprung.
Bei den Olympischen Spielen 1972 schied sie im Weitsprung in der Qualifikation aus.
1974 gewann sie im Weitsprung Bronze bei den British Commonwealth Games in Christchurch und wurde Sechste bei den Leichtathletik-Halleneuropameisterschaften in Göteborg.
Bei den Commonwealth Games 1978 in Edmonton wurde sie Sechste im Fünfkampf und Siebte im Weitsprung.
Im Weitsprung wurde sie 1974 Englische Meisterin und 1971 Englische Hallenmeisterin. Viermal wurde sie Walisische Meisterin im Weitsprung (1969, 1973, 1975, 1978) und einmal im Fünfkampf (1967).

## Persönliche Bestleistungen
- 100 m: 12,1 s, 1970
- Weitsprung: 6,49 m, 16. Juni 1972, Edinburgh
  - Halle: 6,51 m, 23. Februar 1974, Cosford
- Fünfkampf: 4422 Punkte, 1970
- Siebenkampf: 4898	Punkte, 24. September 1978, Birmingham